# Клочков, Николай Леонтьевич
Николай Леонтьевич Клочков (1924—1979) — советский военнослужащий, участник Великой Отечественной войны, полный кавалер ордена Славы, старшина отдельной разведывательной роты 1316-го стрелкового полка (17-я стрелковая дивизия, 48-я армия, 1-й Белорусский фронт), сержант.

## Биография
Родился в крестьянской семье в деревне Красавка  Богородицкого уезда Тульской губернии (в настоящее время Воловский район Тульской области). В 1939 году окончил 7 классов школы и фабрично-заводское училище при заводе «Каучук» в Москве. В 1941 году был эвакуирован в Кировский район Свердловской области.
В январе 1943 года Кировским райвоенкоматом Свердловской области призван в ряды Красной армии. На фронтах Великой Отечественной войны с 18 августа 1943 года.
Командир отделения разведки ефрейтор Н. Л. Клочков в декабре 1943 года в районе посёлка Прибор в Быховском районе Могилёвской области участвовал в рейде спецотряда по разгрому штаба 267 пехотной дивизии Вермахта. Лично забросал гранатами 2 дома, в которых размещалось охранение штаба, и уничтожил до 15 солдат и офицеров противника. Приказом по 17-й стрелковой дивизии от 21 января 1944 года награждён орденом Славы 3-й степени.
Помощник командира взвода младший сержант Н. Л. Клочков при прорыве обороны противника 25—26 июня 1944 года юго-западнее Жлобина возле посёлка Дубовая Гряда заменил вышедшего из строя командира взвода. Первым поднял взвод в атаку и его солдаты первыми ворвались в траншеи противника. Взвод в бою уничтожил 15 солдат противника, пулемётчики взвода подавили пулемётную точку противника, мешавшую продвижению взвода вперёд. Лично Клочков уничтожил в этом бою 5 солдат противника. Был представлен к награждению орденом Красной Звезды, приказом по 48-й армии он был награждён орденом Славы 2-й степени.
В сентябре 1944 года старшина роты сержант Н. Л. Клочков в бою за удержание плацдарма на правом берегу реки Нарев севернее города Пултуск возле деревни Шигувек, потеряв связь с командиром роты, принял командование ротой на себя и продолжал его вести, хотя при этом был ранен. Указом Президиума Верховного Совета СССР от 24 марта 1945 года он был награждён орденом Славы 1-й степени.
В марте 1947 года демобилизовался в звании старшины. Вернулся на родину. Работал в колхозе бригадиром полеводческой бригады.
Скончался 25 июля 1979 года.